# (9013) Sansaturio
(9013) Sansaturio est un astéroïde de la ceinture principale.

## Description
(9013) Sansaturio est un astéroïde de la ceinture principale. Il fut découvert le 14 août 1985 à la station Anderson Mesa par Edward L. G. Bowell. Il présente une orbite caractérisée par un demi-grand axe de 2,69 UA, une excentricité de 0,28 et une inclinaison de 11,3° par rapport à l'écliptique.

## Compléments